# Cannabis en Autriche
 (janvier 2017).
Si vous disposez d'ouvrages ou d'articles de référence ou si vous connaissez des sites web de qualité traitant du thème abordé ici, merci de compléter l'article en donnant les références utiles à sa vérifiabilité et en les liant à la section « Notes et références ».

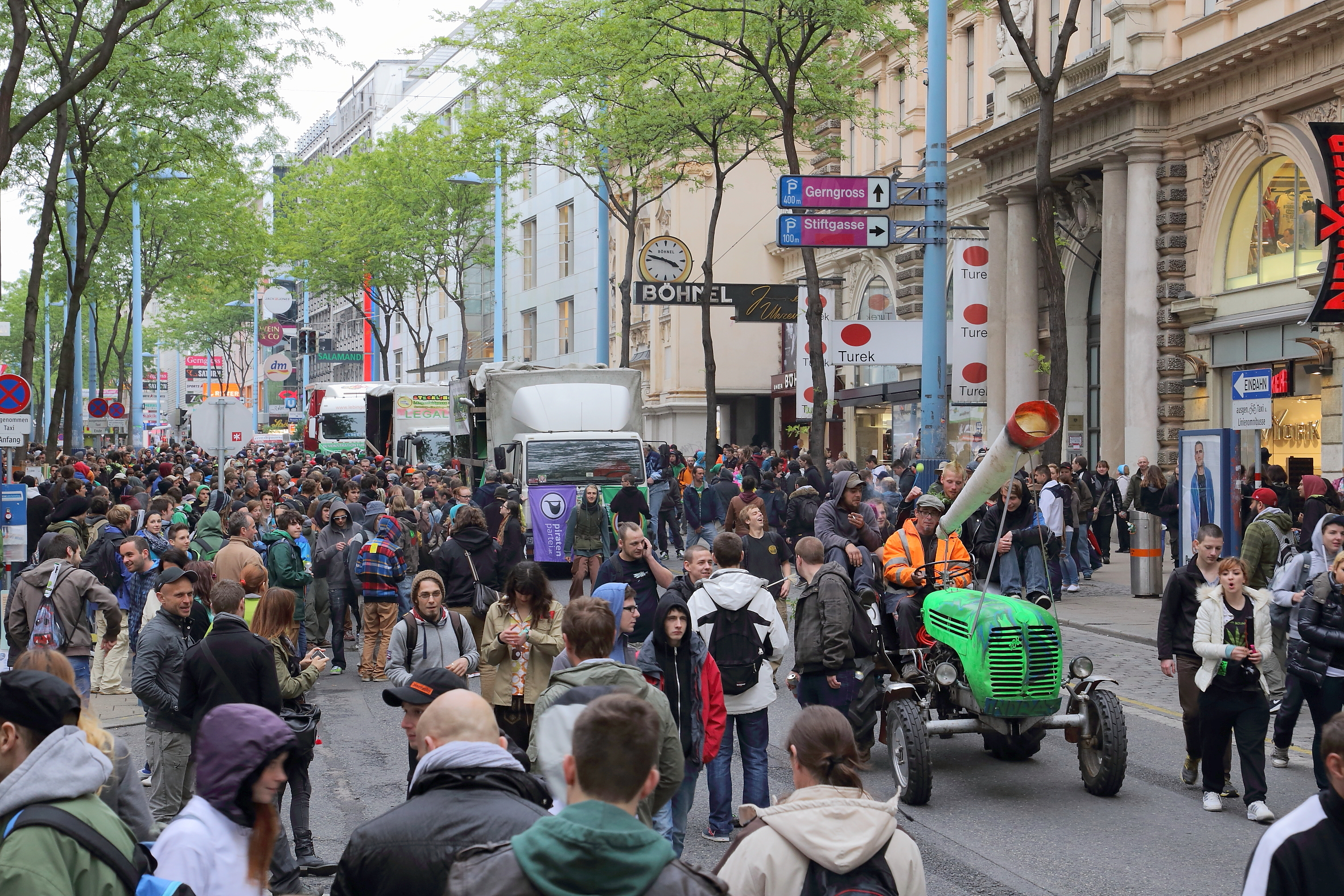
Hanfwandertag, Vienne, 2014

La consommation de cannabis en Autriche est illégale. Néanmoins, l’amendement de 2008 ayant entraîné la suppression du concept de grandes et petites quantités comme moyen de différencier l’usage personnel et la distribution, la culture d’un nombre illimité de plants est devenue légale en Autriche, à condition qu'ils ne soient pas en phase de floraison

## Légalisation
Le débat sur la légalisation totale du cannabis s’intensifie actuellement, avec le soutien de poids de plusieurs partis politiques majeurs[Lesquels ?]. 